# 6L6

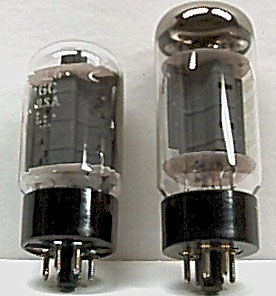
Válvulas 6L6

La válvula 6L6 es una válvula introducida por RCA en julio de 1936. En esa época Philips ya había desarrollado y fabricado los pentodos de potencia, que estaban reemplazando rápidamente los triodos de potencia debido a su gran eficiencia. El diseño de tetrodo de haces dirigidos de la 6L6 permitió a RCA evitar la patente del pentodo de Philips.

## Historia
La 6L6 es una descendiente de las "válvulas de Harries" desarrollada por un ingeniero británico llamado J. Owen Harries y comercializadas por la empresa Hivac Co. Ltd. en 1935. Harries es considerado como el primer ingeniero que descubrió el efecto de la "distancia crítica", que maximizaba la eficiencia de un tetrodo de potencia con solo colocar su ánodo a una distancia múltiplo de la distancia entre la reja de pantalla y el cátodo. Este diseño también minimizó la interferencia de la emisión secundaria de los electrones desglosados del ánodo.
Los ingenieros Cabot Bull y Sidney Rodda mejoraron el diseño de Harries con un par de placas de haz, conectadas al cátodo, que dirigía a los electrones en dos áreas estrechas y también actuaba como la reja supresora para redirigir algunos electrones de la emisión secundaria al ánodo. El diseño del tetrodo de haces dirigidos también fue escogido para evitar la patente del gigante Philips que tenía sobre el pentodo en Europa. Debido a esto muchos diseños eliminaron el "pliegue del tetrodo" en las partes bajas de las curvas de los tetrodos, que a veces causaba que el amplificador con el tetrodo se volviese inestable, la empresa Marconi-Osram Valve comercializó una familia de válvulas con la etiqueta "KT", que significa "KinklessTetrode".
Debido a que los ingenieros de MOV (Marconi-Osram Valve) no veían que los tetrodos KT serían producidos a gran escala, licenciaron el diseño a RCA. Esto demostró ser una mala decisión de la empresa MOV. RCA tuvo un enorme éxito con la 6L6, que reemplazo el uso de triodos de potencia en los amplificadores públicos rapidísimamente. Se encontraron tantas aplicaciones para la 6L6 que una lista completa de ella sería imposible de escribir. MOV introdujo su versión, la KT66, un año después.
La primera versión de RCA tenía una funda de metal en vez de vidrio, siendo una de las primeras válvulas de base octal, que la mayoría tenían funda de metal. Otras versiones futuras, incluyendo la 6L6G, 6L6GA, 6L6GB, 5881, 5932, 7027, y la versión final: la 6L6GC, tienen la funda hecha de vidrio, que hacía que el ánodo se enfriase más fácilmente. El voltaje y potencia de la serie de las 6L6 fueron gradualmente aumentándose añadiendo mejoras como una base de micanol, platos más pequeños, hilos de las rejillas más finas, aletas para enfriar las rejillas, y un revestimiento especial para las placas. La versión original de metal tenía 19W de disipación de placa, mientras que la 6L6GC tiene una disipación de 30W.

## Variaciones
Otras variaciones tempranas fueron válvulas de transmisión como la 807 (1937)) con un filamento de 6,3V y una equivalente de 12,6V, la 1625. La más pequeña 6V6 (1937), las varias versiones KT hechas en Europa, y una gran cantidad de válvulas de audio y amplificadoras de RF. Una de las mayores aplicaciones de después de la Segunda Guerra Mundial fue en el diseño de la etapa de salida horizontal de los televisores, empezado con la 6BG6G (1946), una 807 modificada. Las válvulas de potencia de líneas no fueron reemplazadas por transistores hasta bien entrados los años 70.
Otros usos para esta válvula pueden ser más simples: La 6L6GC se sigue fabricando y usando, principalmente en amplificadores de guitarra. La fabricación continúa en Rusia (dos fábricas), China (dos fábricas) y en Eslovaquia. (En 2006, la fábrica de Ei en Serbia dejó de fabricar más válvulas) La válvula 6L6 tiene un ciclo de vida más grande que cualquier otro dispositivo electrónico, siendo utilizada más de 70 años.